# Nauru aux Jeux du Commonwealth
Nauru participe aux Jeux du Commonwealth depuis 1990, principalement en haltérophilie ce qui lui a permis de décrocher dix médailles d'or, dix d'argent et neuf de bronze dans cette discipline. Plus petit État souverain membre du Commonwealth des Nations, Nauru a réussi le tour de force d'obtenir des médailles à chaque édition des Jeux.

## Histoire
Indépendant depuis 1968, Nauru participe pour la première fois aux Jeux du Commonwealth en 1990 en envoyant un seul sportif, l'haltérophile Marcus Stephen, à Auckland en Nouvelle-Zélande. Il crée la surprise en remportant une médaille dans chacune des trois épreuves où il est inscrit, une d'or et deux d'argent. Fondateur de l'Association d'Haltérophilie de Nauru, c'est Stephen qui lance son pays sur la voie d'excellence dans ce sport.
Aux jeux suivants qui se déroulent en 1994 à Victoria au Canada, trois médailles d'or sont remportées par Marcus Stephen qui est accompagné d'un autre haltérophile, Gerard Jones, et de l'athlète Frederick Cannon. Ce scénario se répète à l'édition suivante des jeux qui se tiennent en 1998 à Kuala Lumpur en Malaisie puisque Marcus Stephen remporte à nouveau trois médailles d'or en haltérophilie, les cinq autres haltérophiles et un athlète l'accompagnant ne remportant aucun trophée.
Aux Jeux du Commonwealth de 2002 à Manchester au Royaume-Uni, un total de quinze médailles sont remportées par la délégation nauruane composée de treize haltérophiles dont les premières femmes à représenter Nauru à cette compétition. Marcus Stephen ne parvient pas à remporter l'or mais décroche tout de même trois médailles d'argent. Sur les quinze médailles remportées, dix le sont par des femmes dont deux en or par Reanna Solomon.
Nauru échoue pour la première fois à remporter une médaille d'or aux Jeux du Commonwealth de 2006 à Melbourne en Australie malgré huit sportifs présentés. Marcus Stephen ne participait pas à ces jeux mais les haltérophiles Sheba Deireragea et Itte Detenamo décrochent respectivement l'argent et le bronze.
Aux Jeux du Commonwealth de 2010, à Delhi, le pays est représenté par six haltérophiles (cinq hommes et une femme), mais aussi par quatre boxeurs. L'haltérophile Yukio Peter décroche la médaille d'or dans l'épreuve hommes 77 kg, soulevant 148 kg (plus de deux fois son poids) dans l'arraché et 185 kg dans l'épaulé-jeté, soit 333 kg au total - bien devant l'Australien Ben Turner, qui obtient l'argent avec 308 kg. Il s'agit de la dixième médaille d'or dans l'histoire du pays aux Jeux du Commonwealth, et de la vingt-septième au total ; Yukio Peter devient ainsi le troisième Nauruan couronné d'or, après Marcus Stephen et Reanna Solomon. Par ailleurs, Itte Detenamo, grand favori dans l'épreuve hommes de plus de 105 kg, doit s'incliner face à l'Australien Damon Kelly, mais remporte une médaille d'argent. Detenamo et Kelly soulèvent tous deux 397 kg au total, et sont départagés par leur poids, la médaille d'or revenant au plus léger des deux hommes.
Aux Jeux de 2014 à Glasgow, malgré la présence de sprinteurs et de boxeurs nauruans (vite éliminés), c'est à nouveau l'haltérophile Itte Detenamo qui porte les espoirs de son pays. En tête dans la catégorie des plus de 105 kg après l'arraché, il soulève 222 kg à l'épaulé-jeté - établissant brièvement un nouveau record des Jeux. Le Canadien George Kobaladze soulève alors 229 kg, tandis que Detenamo y échoue, remportant à nouveau la médaille d'argent.

## Disciplines
Dans le cadre des Jeux du Commonwealth, Nauru n'a quasiment participé qu'à l'haltérophilie, sport national nauruan au côté du football australien, seuls quatre sportifs ayant concouru en athlétisme (en 1994, 1998 et 2014), et six en boxe (en 2010 et 2014).

## Athlètes
| Année       | Athlètes masculins | Discipline | Athlètes féminins                                                             | Discipline                                                                    |
| ----------- | --- | --- | ----------------------------------------------------------------------------- | ----------------------------------------------------------------------------- |
| 1930 à 1990 | Aucune participation | Aucune participation | Aucune participation                                                          | Aucune participation                                                          |
| 1990        | Marcus Stephen | Haltérophilie | Aucune participation                                                          | Aucune participation                                                          |
| 1994        | Marcus Stephen Gerard Jones Frederick Cannon                                                                                         | Haltérophilie · Haltérophilie · Athlétisme                                                                                    | Aucune participation                                                          | Aucune participation                                                          |
| 1998        | Marcus Stephen Isca Kam Kemp Detenamo Gerard Garabwan Daniel Diringa Rodin Thoma Aneri Canon                                         | Haltérophilie · Haltérophilie · Haltérophilie · Haltérophilie · Haltérophilie · Haltérophilie · Athlétisme                    | Aucune participation                                                          | Aucune participation                                                          |
| 2002        | Marcus Stephen Chako Daniel Gadd Teabuge Yukio Peter Jalon Renos Doweiya Quincy Detenamo Rutherford Jeremiah Marcus Cook             | Haltérophilie · Haltérophilie · Haltérophilie · Haltérophilie · Haltérophilie · Haltérophilie · Haltérophilie · Haltérophilie | Reanna Solomon Ebonette Deigaeruk Tyoni Batsiua Sheba Deireragea Mary Diranga | Haltérophilie · Haltérophilie · Haltérophilie · Haltérophilie · Haltérophilie |
| 2006        | Itte Detenamo Starron Dowabobo Ika Alfred Aliklik Jalon Renos Doweiya Yukio Peter                                                    | Haltérophilie · Haltérophilie · Haltérophilie · Haltérophilie · Haltérophilie                                                 | Sheba Deireragea Suzanne Hiram Sheeva Peo Cook                                | Haltérophilie · Haltérophilie · Haltérophilie                                 |
| 2010        | Ika Alkilki Elson Brechtefeld Itte Detenamo Yukio Peter Val-john Starr Lad Agege Jake Ageidu Colan Caleb Joseph Deireragea           | Haltérophilie · Haltérophilie · Haltérophilie · Haltérophilie · Haltérophilie · Boxe · Boxe · Boxe · Boxe                     | Michaela Detenamo                                                             | Haltérophilie                                                                 |
| 2014        | Elson Brechtefeld Chris Rangidimi Tom-Jaye Waibeiya Itte Detenamo Joshua Jeremiah Mathew Martin Alfonse Deireragea Joseph Deireragea | Haltérophilie · Haltérophilie · Haltérophilie · Haltérophilie · Athlétisme · Boxe · Boxe · Boxe                               | Lovelite Detenamo                                                             | Athlétisme                                                                    |

## Médailles
Toute édition confondue, Nauru se classe dix-neuvième au classement des médailles des Jeux du Commonwealth.
| Année | Médaille d'or | Médaille d'argent | Médaille de bronze | Total | Rang |
| ----- | ------------- | ----------------- | ------------------ | ----- | ---- |
| 1990  | 1             | 2                 | 0                  | 3     | 14e  |
| 1994  | 3             | 0                 | 0                  | 3     | 11e  |
| 1998  | 3             | 0                 | 0                  | 3     | 11e  |
| 2002  | 2             | 5                 | 8                  | 15    | 26e  |
| 2006  | 0             | 1                 | 1                  | 2     | 27e  |
| 2010  | 1             | 1                 | 0                  | 2     | 21e  |
| 2014  | 0             | 1                 | 0                  | 1     | 29e  |
| 2018  | 0             | 1                 | 0                  | 1     | 34e  |
| Total | 10            | 11                | 9                  | 30    | 20e  |

### Source
- (en) Commonwealth Games Federation - Résultats par année